# Shen
Shen（シェン、1981年5月9日 - ）は米国ハワイ州オアフ島出身のミュージシャンである。身長184cm。クリエーターユニットDef Techのメンバー。E.D.O.のメンバーとしても活動している。近年は、様々アーティストとも コラボ活動も積極的に行っている。「Aloha 魂」としても活動。
また、ハワイのウクレレブランド『KoAloha（コアロハ）』のエンドーサーを務めている。

## 略歴
- 中国生まれハワイ・オアフ島育ち。
- 父の仕事の都合で毎年夏休みに日本へ遊びに来ていたことがきっかけとなって、日本での音楽活動を決心。20歳の時にハワイから来日。
- 2001年、日本出身のMicroとDef Techを結成。
- 2005年にリリースした1stアルバム『Def Tech』でブレイク。同年の2ndアルバム『Lokahi Lani』、2006年の3rdアルバム『Catch The Wave』３作で合計500万枚の売上を記録。
- 2007年9月7日にDef Techの公式ホームページ上で「音楽的な方向性の違い」を理由にDef Techの解散を発表。
- 2008年9月17日、1stソロアルバム『SOLAIRO』をリリース。
- 解散以降、それぞれソロ活動していたが、2010年6月3日にHP上でDef Techの活動再開を宣言。
- 2010年10月27日に4thアルバム『Mind Shift』をリリース。
- 2011年10月5日に5thアルバム『UP』をリリース。
- 2013年7月10日に6thアルバム『24/7』をリリース。
- 2015年6月3日に7thアルバム『Howzit !?』をリリース。
- 2016年7月6日に8thアルバム『Eight』をリリース。
- 2018年7月25日に9thアルバム『Cloud9』をリリース。
- 2020年11月18日に10thアルバム『Powers of Ten』をリリース。

## ディスコグラフィ

### シングル
1. Always Summer ~自分らしく生きるために~  (2008年) [配信限定]
2. 香水 Kousui - (Eng Ver.)  (2020年) [配信限定]
3. OMG GOD feat.Shen, OZworld, Wil Make-It, HarukiD (2021年) [配信限定]
4. Cruz Li' Dat (2024年) [配信限定]

### アルバム
1. SOLAIRO  (2008年)

## コラボレーション
- プロタゴニスト Feat. SORASANZEN, Shen

SHENがL-Vokalとフィーチャリングした曲。
- Jump around feat. SHEN from Def Tech

ShenがDanをフィーチャリングした曲。
- Keep it moving MAD Sequence* Meets Shen

ShenがMAD Sequenceとフィーチャリングした曲。着うた・着うたフルで配信。CD発売は不明。
- My Dream

ShenがJake Shimabukuroとフィーチャリングした曲。
- Thankful for the Stars

Shenが名渡山遼とフィーチャリングした曲。
- Light it up

ShenがiCE KiD, Wil Make-It & Yo-Seaとフィーチャリングした曲。

## ライブ
2016年8月6日 Aloha YOKOHAMA
2017年7月9日 OCEAN PEOPLES at 代々木公演 with 名渡山遼 and Nagacho 
2019年6月8日 GINZAN FESTIVAL 2019
2019年10月5日 愛と平和の音楽祭 at 代々木公園野外音楽堂
2020年7月3日 "Fade Away" release live at iakopo with Oz World,WilMake-It
2021年6月19日 名渡山遼 “Birthday Live ~Dear Ohana 2021~” 
2022年5月21日 ALOHA TOKYO at 恵比寿ガーデンプレイス
2022年7月24日 DREAM'IN PARK. at SHIBUYA STREAM
2023年5月27日 JST Nagoya HAWAII Festival 2023
2023年9月3日 GRIND Beach Club Party
2023年10月21日 -Peace ANd Diversity- HITACHI WORLD FESTA
2024年5月19日 OKINAWAまつり 2024
2024年10月12日 GreatLuckFES